# 二沙灣砲臺
二沙灣砲台，又名二沙灣礮臺、海門天險（源自其營區正門題字），是位於台灣基隆市基隆港東岸無線電山上的近代要塞洋式砲台遺址，山上砲臺在史料上稱「洋樓東砲臺」、「基隆小砲台」、「小砲台」。此砲台在1841年便已存在，今日山上規模為1886年台灣巡撫劉銘傳所修築，目前為中華民國文化部所管轄的國定古蹟。

## 沿革

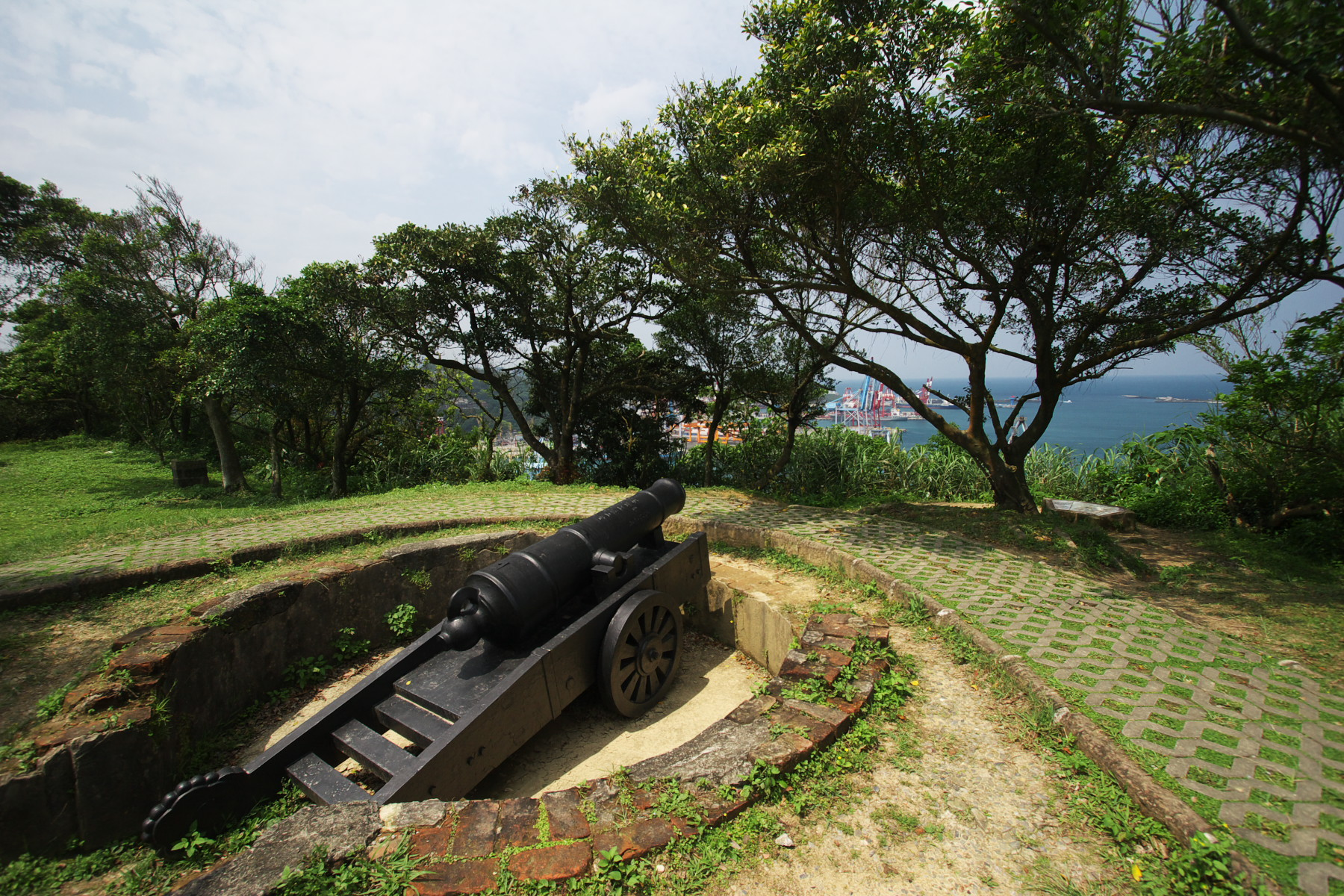
二沙灣砲台東砲台一景

### 清領時期
台灣兵備道姚瑩因鴉片戰爭防範英軍而開始建造二沙灣砲臺工程。1841年9月30日（道光二十一年八月十六），據台灣地方官員奏報，英國運輸船「吶爾不達號」（HMS Nerbudda）對雞籠岸邊砲台發射兩枚砲彈，打壞兵房一間。在三沙灣砲臺防守的淡水同知曹謹對英船發砲回擊，英船觸碰到礁石擱淺，此為清廷臺灣守軍與英國第一次交戰。但據英方文獻及生還俘虜所述，該英船實因遇風觸礁而由舟山漂流至基隆，船難倖存船員卻被拘禁及處斬。據戰後欽差大臣閩浙總督怡良調查，此皆為台灣地方官員謊報戰功（見「吶爾不噠」號事件）。

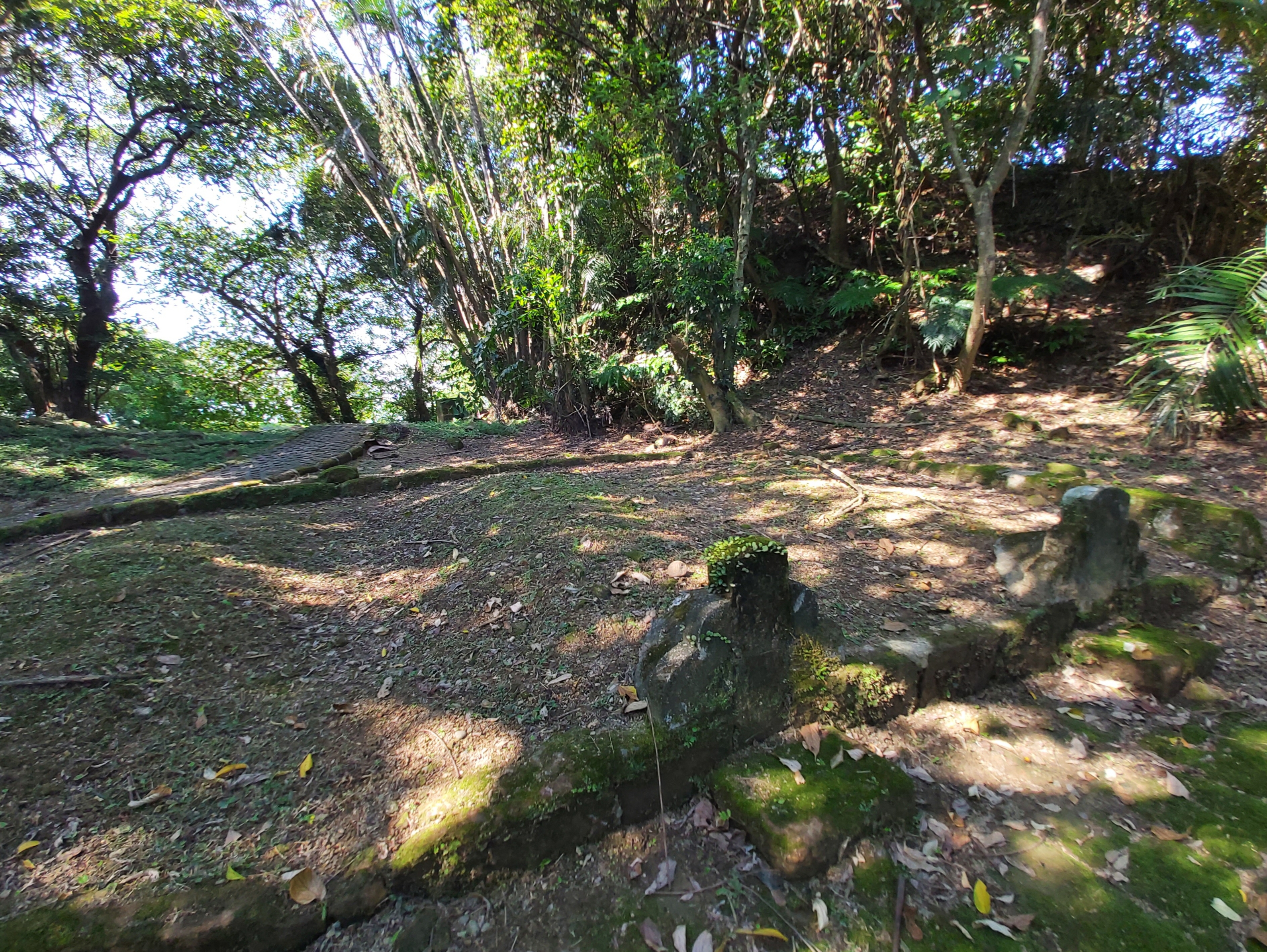
二沙灣砲台清代兵勇古墓

據台灣地方官員奏報，英船第六等小型礮艦「獵人號」於1841年10月27日（道光二十一年九月十三）辰時進入基隆港直攻二沙灣砲臺，清廷守兵立即反擊，另英軍也從二沙灣的鼻頭山登岸。此次數名清廷兵勇受傷，二沙灣及三沙灣軍營住房燒毀，五門大砲損壞。而據英方資料，英艦「獵人號」1841年10月19日前往基隆海域營救，提出以每名100元換取「吶爾不噠」號船難的生還者，到27日基隆守軍仍未回復，獲悉船員已被送往臺南及被囚，「獵人號」即砲擊摧毀二沙灣砲台27座大炮後離去，回航香港。
1884年4月13日（光緒十年三月十八），法國軍艦「樓打號」（Volta，哇爾大號）駛進基隆要求購煤礦被拒；船長福祿諾中校（F. Fournier）認為是清官阻撓，藉機生事要求守軍，否則開砲；在淡水關稅總巡胡美利的協助之下，風波平息。劉銘傳於1884年7月16日（光緒十年閏五月二十四）基隆上岸，審視基隆及淡水形勢，認為全臺「臺南以澎湖為鎖鑰，臺北以基隆為咽喉」。澎湖多島難守，而基隆又有煤礦受到法國的覬覦，實為緊要；因此，劉銘傳令在基隆港東北角趕造新砲臺（今二沙灣砲臺），並安裝德國製新式克魯伯大砲（Krupp guns）。該砲臺的缺點是明砲臺、無法旋轉、目標明顯，劉銘傳自以為是固若金湯的堡壘。
1884年8月5日（光緒十年六月十五），清法戰爭，法將李士卑斯（S.N.J.Lespès）率領5艘軍艦與守軍交戰5小時。因基隆的砲臺無法旋轉，法艦由側面攻擊砲臺，故砲臺無由發揮作用，基隆的砲臺大半數被摧毀，火藥庫亦被炸毀。隔日(1884年8月6日)，法軍400至500人登陸基隆。
清法戰爭後，劉銘傳鑑於二沙灣砲台乃基隆港要津，約1885年後，於二沙灣海濱之山上構築新式砲台，聘德國人鮑恩士監造，分營盤和砲座區，以禦北台門戶，並題字「海門天險」。

### 戰後至今
根據前基隆市長陳正雄所撰，李純甫書寫，置放在二沙灣山腳下的〈整修海門天險記〉表示，1973年，基隆市政府民政局文物課成立後因配合發展觀光事業，開始對基隆地區古蹟名勝展開計劃調查與整護，並在1975年重新在大沙灣山上禁區發現二沙灣砲臺的遺跡，並決議以原形原質，細加整修，邀請私立淡江文理學院建築系教授王紀鯤與歷史系教授周宗賢負責規劃修復設計，因此設計將城門城牆之整修扶正，登山步道階梯整修，廣場鋪石塊，階梯護城整修及營房區整修，暨古砲之仿造等，成果於1979年設計完成，1980年年6月工程竣工，當年年八月古砲仿製完成並按裝原有砲位。
1983年12月28日，中華民國內政部公告第一批15座一級古蹟名單，二沙灣砲臺名列其中，1997年5月，《文化資產保存法》修法後，不再區分為一至三級古蹟，而採用國定、直轄市定、縣市定三級。二沙灣砲臺改為國定古蹟，該砲台現今已無軍事用途，但因為可俯瞰基隆港外港與一部分內港，因此成為觀光景點。

## 平面配置與構造
二沙灣砲台位山丘之上，下臨陡坡地勢險要。大致分成三大區：東砲台、北砲台及營盤區，目前仍保有古城門、礮臺、碉堡、彈藥庫、古井、河南勇墓等遺跡，城門朝西南，乃標準中國式城門，入口以石作丁順砌之拱門，其中作為營地入口城門朝西南，門楣題「海門天險」四字。 城門兩翼有城垣，上築雉堞設有射口。砲台石材應為就地取材，其牆垣、兵房彈藥庫都用當地砂岩砌成，砲基則用鐵水泥築成。
海門天險將東、北兩個砲台區建在較高的臨海山頭，屬「抱山式砲台」，而將紮營處設在背海面較低平的地區。這樣的布局，使得海上的敵艦猛烈攻擊都只擊中向海的山面，或者越過山頭落到谷底，而絕難擊中營區。因此營區所在地幾乎可以避開任何正面射來的砲彈，所以開仗時能從容支援砲台區上的砲火作業。

## 圖輯

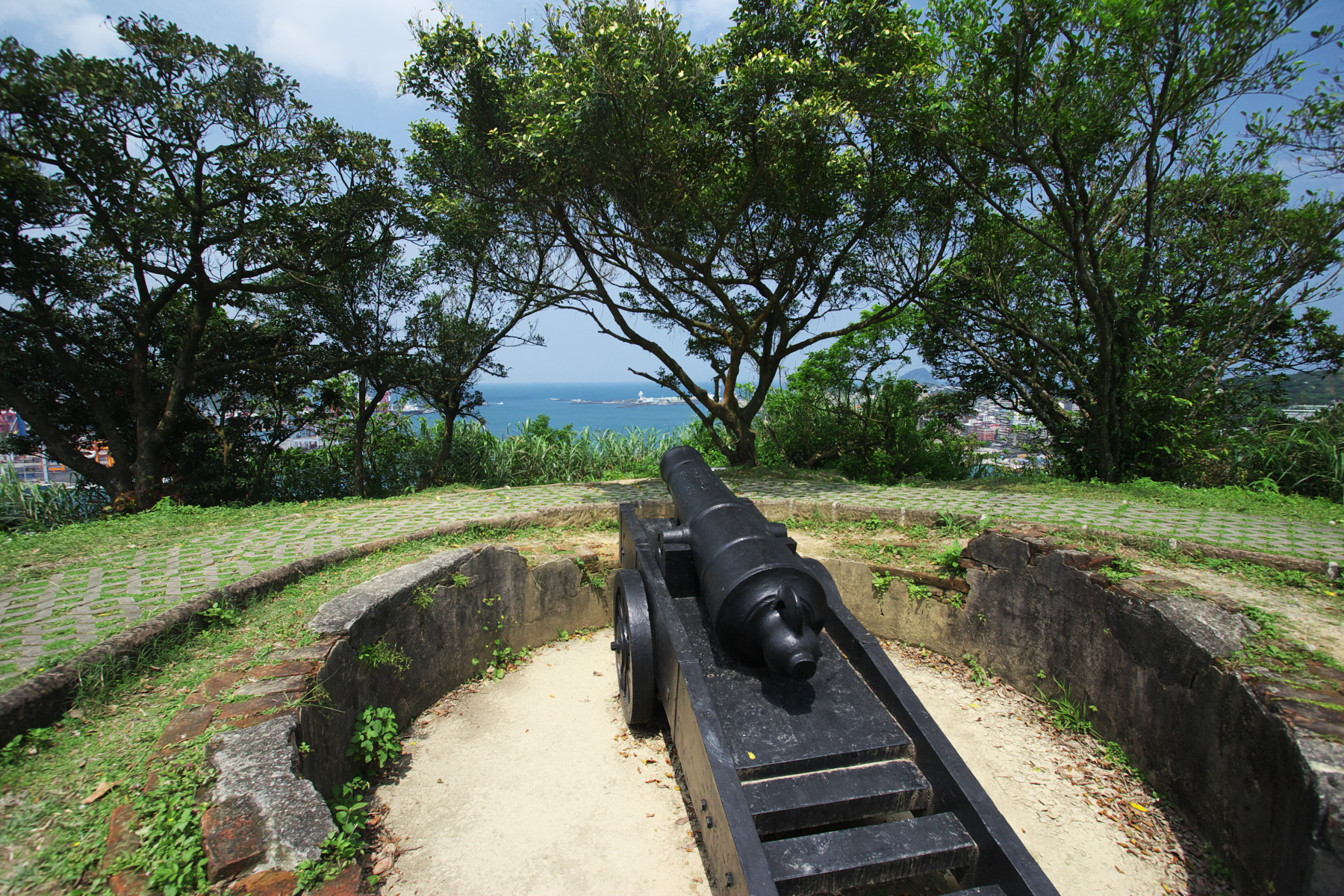
東砲台一景
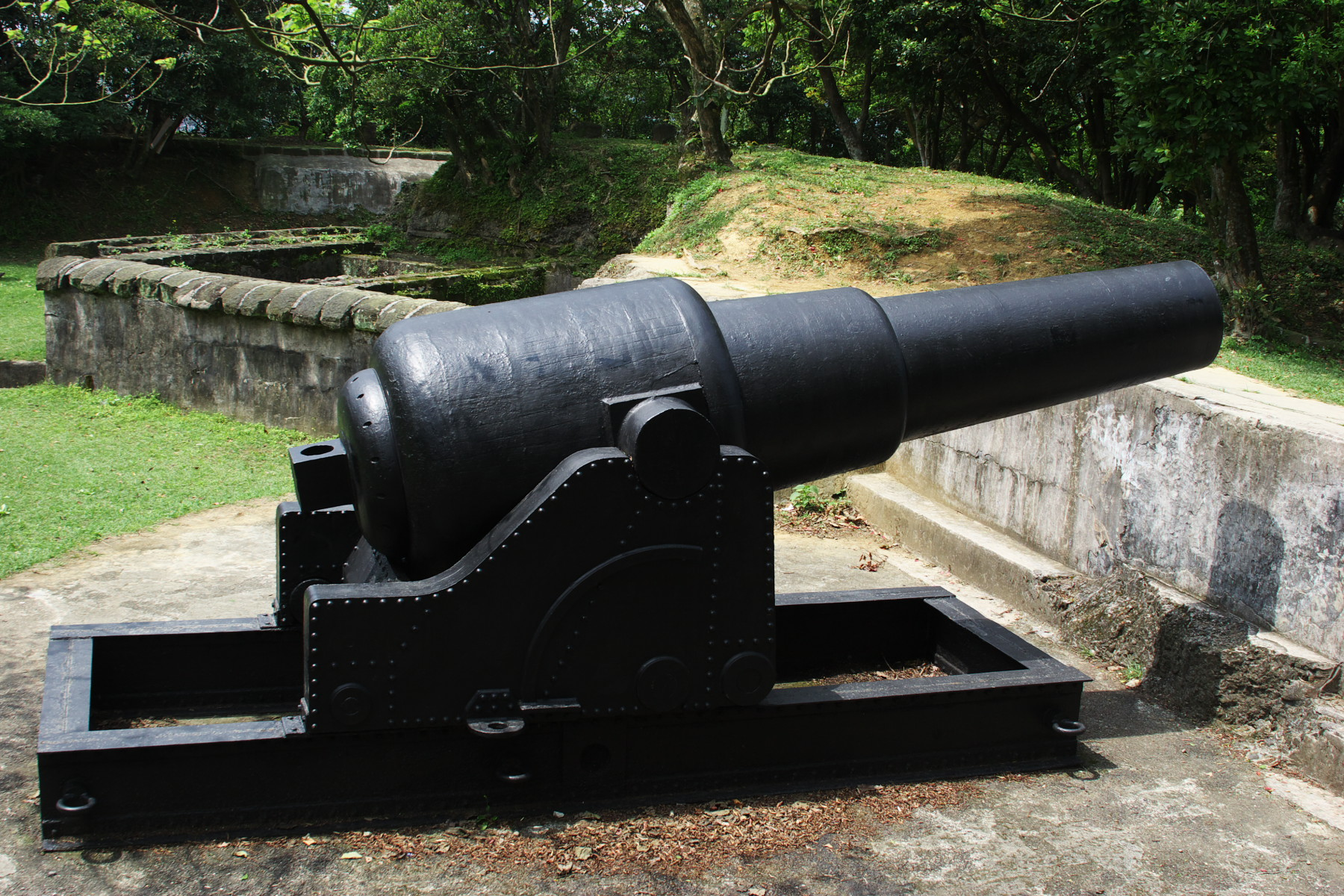
北砲台一景
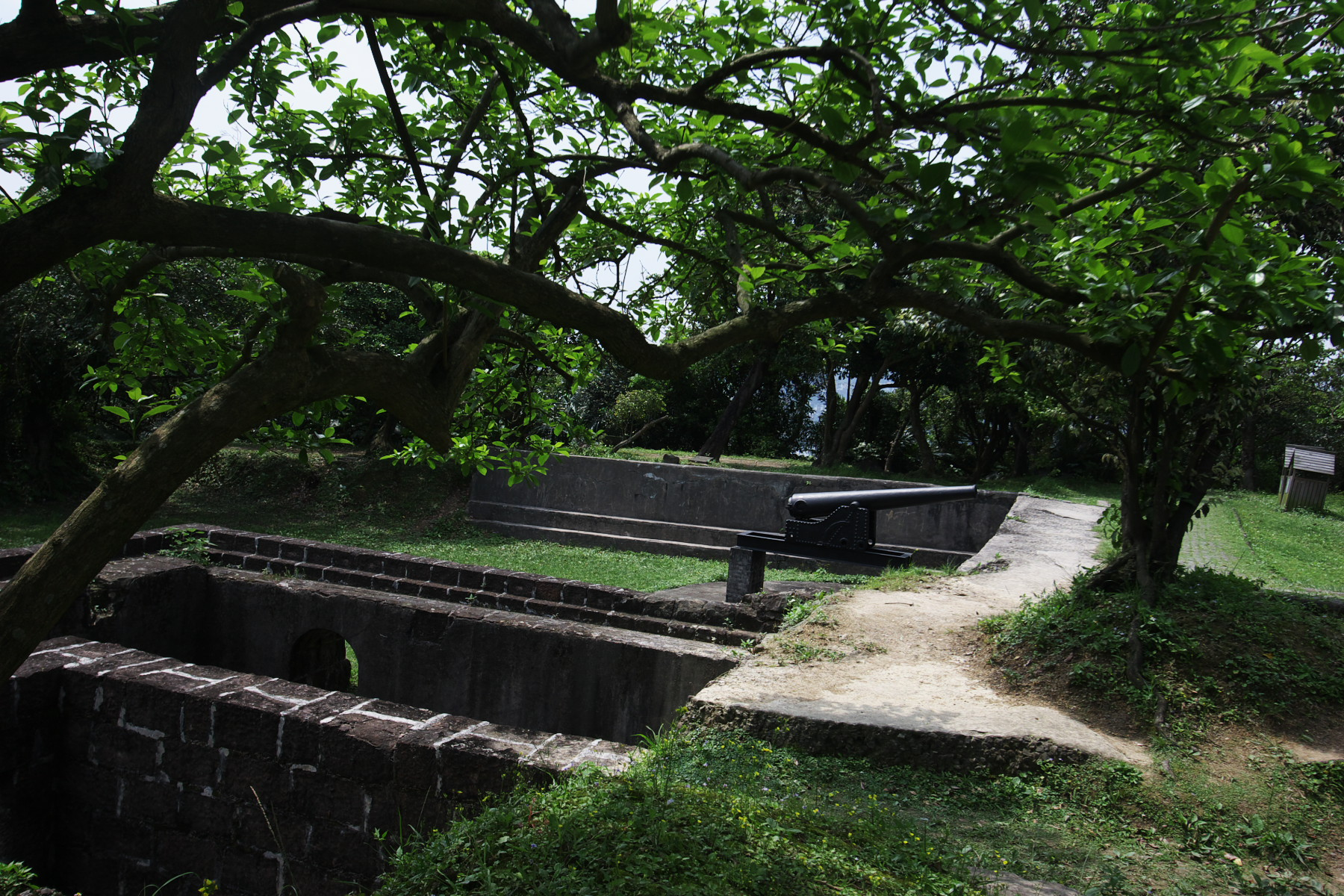
北砲台一景
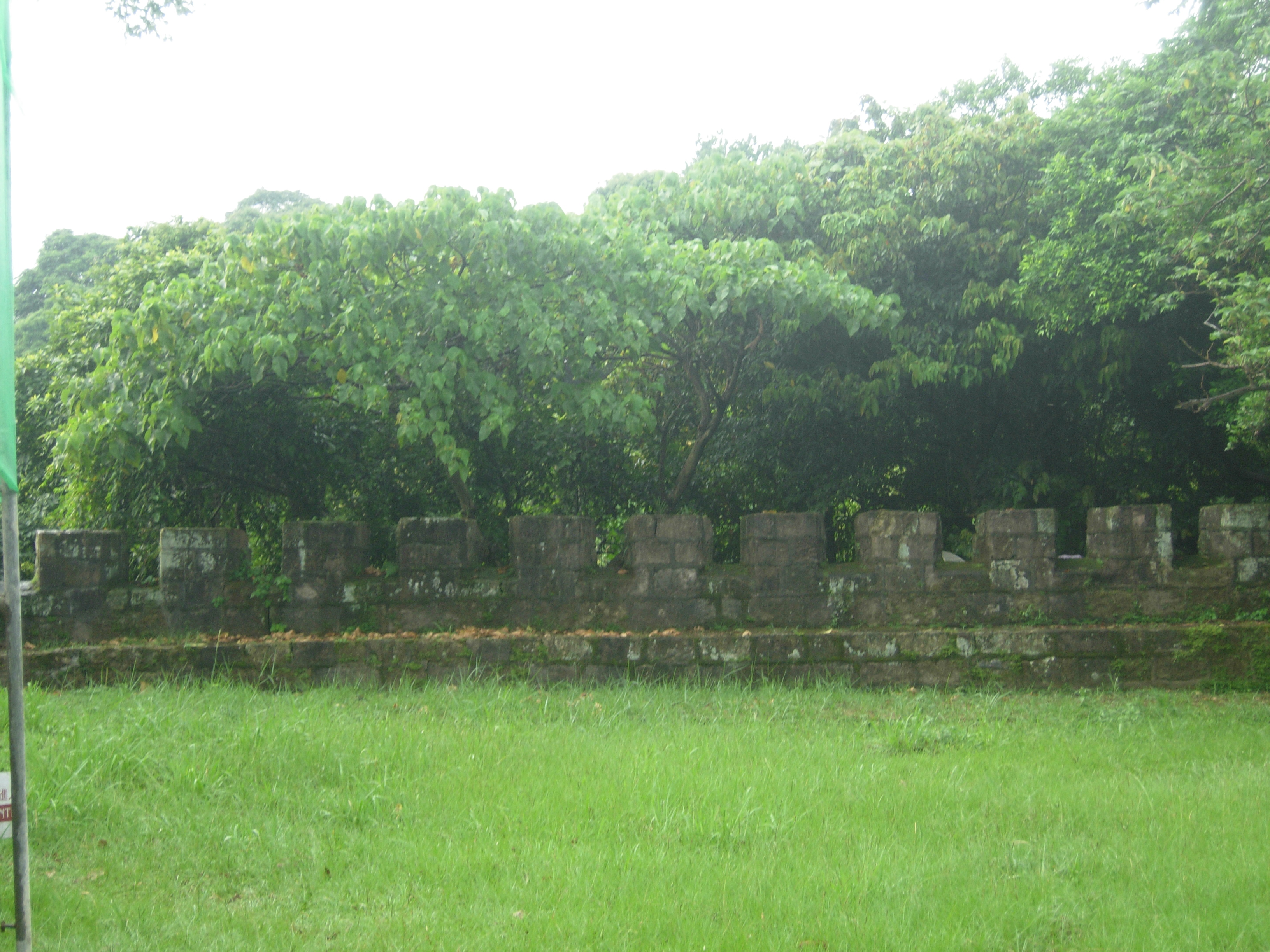
海門天險旁城牆部分
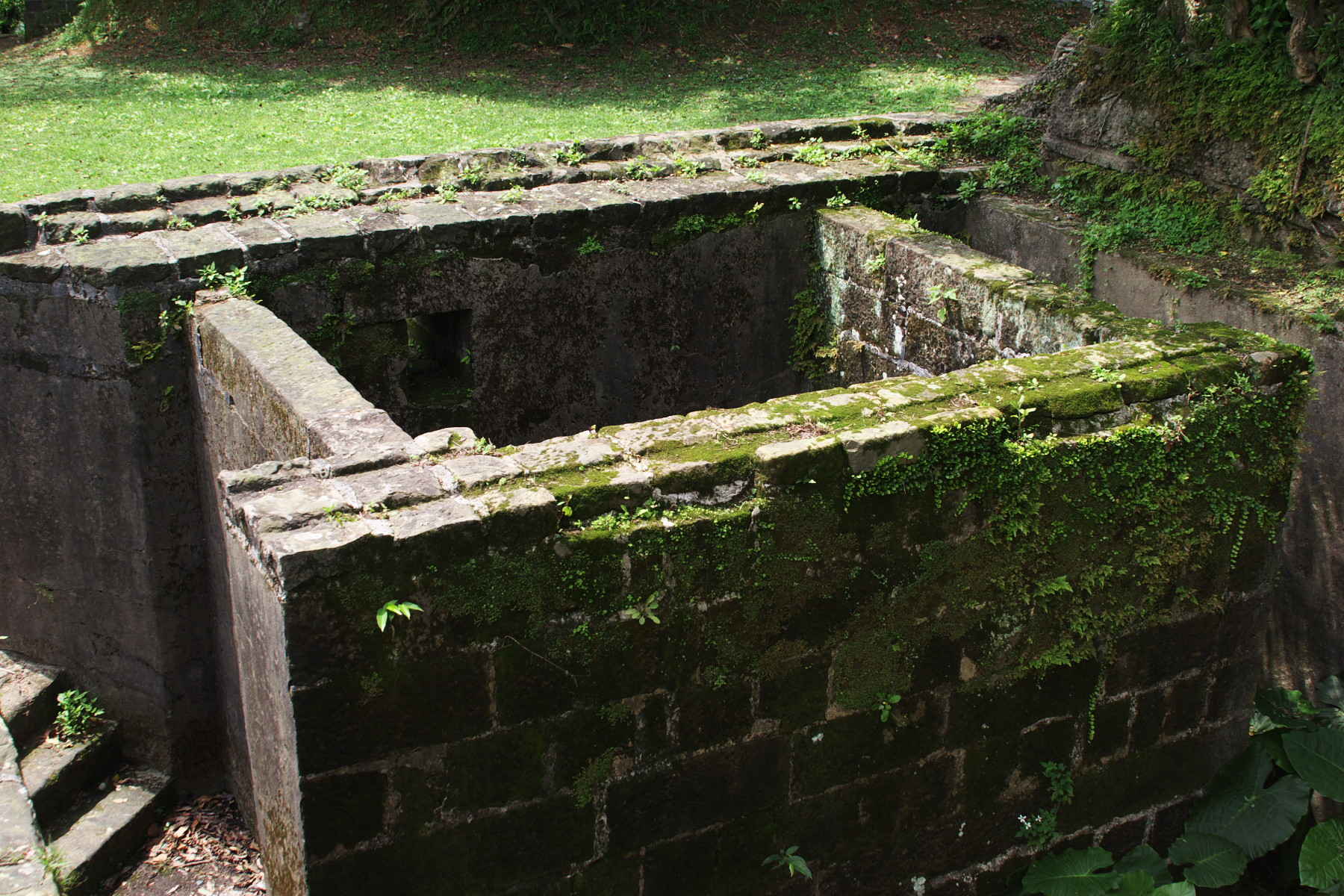
北砲台一景
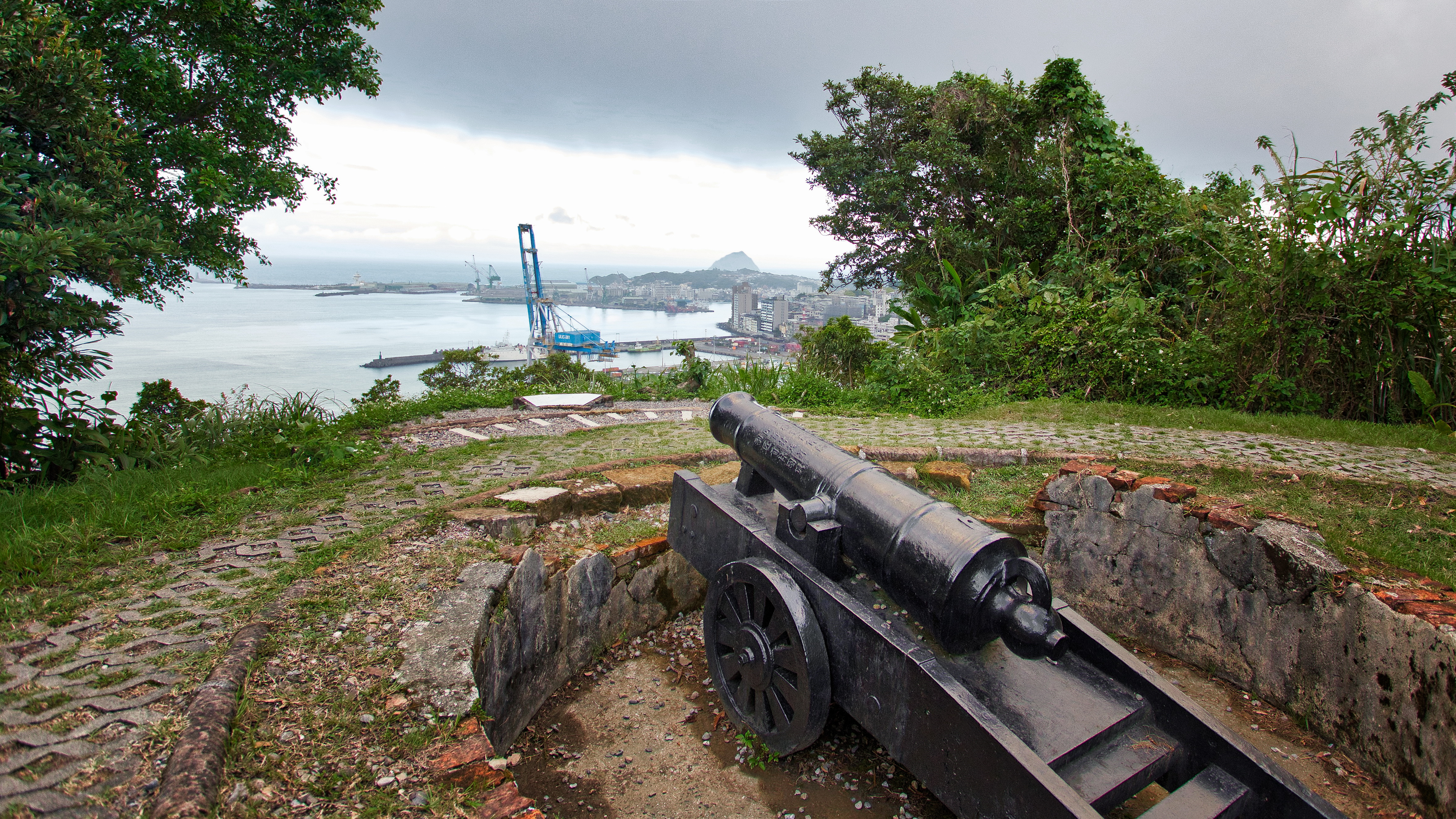
北砲台一景

## 外部連結
- 基隆市駱駝志工協會 - 海門天險簡介
- 中華民國交通部觀光局《二沙灣砲台(海門天險)》 （页面存档备份，存于）
- 《海門天險氣勢雄偉 一級古蹟二沙灣砲台》- 中央社 4/2/2006 （页面存档备份，存于）
- 用戰爭認識的城市 走進基隆砲台 （页面存档备份，存于）
- 台灣大百科全書 （页面存档备份，存于）
- 交通部觀光局：二沙灣砲臺 （页面存档备份，存于）
- 國家文化資產網：二沙灣砲臺 （页面存档备份，存于）
- 基隆旅遊網：二沙灣砲臺 （页面存档备份，存于）